# Ernest-Legouvé
Ernest-Legouvé is mogelijk een eiland in de Grote Oceaan. Het ligt ten zuiden van Frans-Polynesië en ten oosten van Nieuw-Zeeland. De precieze locatie van het eiland is niet zeker en het is zelfs niet zeker of het eiland ooit wel bestaan heeft. Vaak wordt daarom aangenomen dat het om een spookeiland gaat. Het eiland is door geen enkel land opgeëist.
Het eiland zou in 1902 ontdekt zijn door het Franse schip Ernest-Legouvé. Het eiland zou zich bevinden op 35°12′Z, 150°40′W. Het eiland zou 100 meter lang zijn en er zou een ander eiland dicht bij in de buurt liggen. In 1982 en 1983 zijn er mislukte pogingen ondernomen het eiland terug te vinden. Aangezien het om een koraalrif gaat is het mogelijk dat het eiland wel bestaan heeft, maar inmiddels onder de zeespiegel is verdwenen. Op sommige kaarten is het eiland weergegeven, op andere niet. In De Grote Bosatlas staat het eiland weergegeven.
Een vergelijkbaar eiland is Maria Theresa.